# Diagrama PV
Um diagrama de pressão e volume, ou diagrama PV, é usado para descrever as mudanças correspondentes no volume e na pressão em um sistema. Eles são comumente usados em termodinâmica, fisiologia cardiovascular e fisiologia respiratória. Foram originalmente chamados de diagramas de indicadores no século 18, desenvolvidos como ferramentas para entender a eficiência das máquinas a vapor.

## Descrição
Um ponto no diagrama PV, em geral, descreve um estado termodinâmico. Considere um gás com volume {\displaystyle V} e pressão {\displaystyle P}. Tomando como exemplo a equação do gás ideal, observe que a temperatura {\displaystyle T} está bem definida. Assim, um ponto no diagrama PV encerra as informações pertinentes. Para alterar qualquer uma dessas grandezas termodinâmicas, realizamos um processo. Se um dado processo é reversível, o estado termodinâmico do gás muda e no diagrama isto se revela por um deslocamento do ponto, descrevendo uma linha. Assim, o diagrama trata de mudanças de estados termodinâmicos. Quando a linha forma um circuito fechado, com o ponto inicial coincidindo com o ponto final, diz-se que o processo é cíclico.
A figura mostra as características de um diagrama PV típico para um processo cíclico. Uma série de estados numerados (1 a 4) são anotados. O caminho entre cada estado consiste em algum processo (A a D) que altera a pressão ou o volume do sistema. O processo A muda do estado 1 para o estado 2, mudando o volume mas não a pressão. Este tipo de processo é conhecido como expansão isobárica. Note que o processo oposto ocorre no processo C, que leva o estado 3 ao 4, uma compressão isobárica. Assim, as linhas horizontais representam transformações isobáricas.  De forma similar, as linhas verticais indicam transformações Isocóricas (ou isovolumétricas). O processo B leva o gás do estado 2 ao 3 sem mudar seu volume, apenas reduzindo a pressão; ao passo que o processo D leva do estado 4 ao 1 apenas elevando a pressão. Durante estas transformações a temperatura do gás (assim como a entropia) muda de acordo com a equação de estado que descreve o sistema.
Uma característica chave do diagrama é que a quantidade de energia gasta ou recebida pelo sistema como trabalho pode ser estimada como a área abaixo da curva que o processo descreve no diagrama. No caso de um diagrama cíclico, o trabalho total é dado pela área interna à curva fechada. No exemplo dado na figura, os processos 1-2-3 produzem uma saída de trabalho, mas os processos de 3-4-1 requerem uma entrada de energia menor para retornar à posição/estado inicial; Assim, o trabalho total é a diferença entre os dois.
Note-se que esta figura é altamente idealizada, e um diagrama que mostra os processos em um dispositivo real tenderia a descrever uma forma mais complexa da curva PV.